# Corticeira Amorim
Die Corticeira Amorim ist ein portugiesisches Unternehmen und Teil der Amorim Investimentos e Participações, SGPS, S.A., der Holding der Amorim-Gruppe.
Seit März 2001 ist Antonio Rios de Amorim Vorstandsvorsitzender. Er übernahm das Unternehmen von seinem Onkel Américo Amorim. Das Unternehmen hat seinen Sitz in Mozelos und ist weltweit führend in der Herstellung von Weinkorken. Weitere Hauptschwerpunkte sind die Bereiche industrietechnische Anwendungen, vor allem in Europa und den Vereinigten Staaten. Vier Teilbereiche bilden das Gerüst des Unternehmens: Bauindustrie, Industrie allgemein, Schuhindustrie und Korkindustrie. C.A.I. wird im Euronext Lissabon gehandelt.

## Geschichte
Der Beginn der Geschäftstätigkeit lag 1870 als António Alves de Amorim in Vila Nova de Gaia eine Fabrik eröffnete, um Weinkorken von Hand herzustellen. Im Jahr 1922 wurde Amorim & Irmãos, Lda. gegründet. Es war die Basis der heutigen Gruppe. Als Corticeira Amorim (dt. Kork Amorim) begann 1963 (unter anderem durch Américo Amorim gegründet) das Unternehmen mit der Produktion von Korkgranulat und Presskork, das aus Reststoffen der Korkstopfenindustrie gewonnen wird. Die Amorim-Gruppe ist heute eines der größten portugiesischen Unternehmen und ist weltweit führend in der Korkindustrie.

## Tochterunternehmen

### Amorim Energia
Amorim Energia B.V mit Sitz in Amsterdam, Niederlande operiert als Tochtergesellschaft der Amorim Investimentos e Participações.
Der portugiesische Investor Américo Amorim kontrolliert, direkt oder indirekt, 55 % an Amorim Energia, die anderen 45 % werden von der Offshore-Holding Esperanza, die dem angolanischen staatlichen Ölunternehmen Sonangol und der Investorin Isabel dos Santos gehört, ausgeübt.
Das Unternehmen hält 38,34 % des Aktienkapitals von Galp Energia.